# Alexander Ernst von Riesemann
Alexander Ernst von Riesemann (* 7. November 1795 in Reval; † 1841) war ein russischer Generalmajor.

## Leben
Alexander Ernst von Riesemann begann 1812 an der Kaiserlichen Universität Dorpat ein Studium der Rechtswissenschaften. 1814 wechselte er an die Universität Heidelberg, wo er Mitglied des Corps Curonia wurde. Im September 1815 begann er eine Offizierslaufbahn in der russischen Kavallerie. 1826 wurde er zum Rittmeister, 1830 zum Oberstleutnant und 1832 zum Oberst befördert. 1838 übernahm er das Kommando des Garde Ulanenregiments. 1839 wurde er zum Generalmajor befördert.